# Hyazinth Graf Strachwitz von Gross-Zauche und Camminetz
Hyazinth Graf Strachwitz von Gross-Zauche und Camminetz (30 de Julho de 1893 - 25 de Abril de 1968), de alcunha Panzergraf ('o conde blindado') foi um General Alemão que combateu nas duas guerras mundiais, tendo recebido a mais alta condecoração do Exército Alemão.

## Biografia
No começo da Primeira Guerra Mundial (1914-18), Strachwitz era capitão, acabando o conflito já com a patente de Oberleutnant. Deixou o Exército em 1921 mas voltou a alistar-se em 1935 com a patente de Rittmeister, servindo na cavalaria e mais tarde nas tropas panzer.
Com o início da Segunda Guerra Mundial se tornou Major no 2º Regimento Panzer, unidade na qual serviu até o final de 1942. Foi promovido para Oberstleutnant da Reserva em 1 de Janeiro de 1942, Oberst da Reserva em 1 de Janeiro de 1943, Generalmajor da Reserva em 1 de Abril de 1944 e Generalleutnant da Reserva em 1 de Janeiro de 1945.
Participou na Operação Fall Blau como comandante do 2º Regimento Panzer. Participou na Batalha de Kalach na qual o seu regimento alegou ter destruído mais de 270 blindados soviéticos em 48 horas. A sua unidade foi a primeira a atingir o rio Volga, a norte de Estalingrado on 23 Agosto de 1942. No entanto, um tiro no seu tanque de comando feriu-o com gravidade, obrigando-o a operações e a uma longa convalescença longe da frente. Em Janeiro de 1943, ofereceu-se para se juntar à defesa de Estalingrado, o que foi recusado, sendo antes destinado ao comando do regimento blindado "Grossdeutschland" (Janeiro de 1943), parte da divisão do mesmo nome. Um novo ferimento de guerra afastou-o da frente leste, à qual voltou em Novembro de 1943 com o cargo de Höherer Panzerkommandeur (alto-comandante dos blindados) sob Grupo de Exércitos Norte "Nord" (15 de Abril de 1944). Comandando um grupo reunido ad hoc conseguiu no contexto da operação Doppelkopf unir o seu Grupo de Exércitos ao Grupo de Exércitos Centro. Mais tarde  comandou a Divisão Panzer Lehr (8 de Junho de 1944) e depois a Pz.Div. e a Jagd. Verb, na Silésia (1 de Janeiro de 1945).

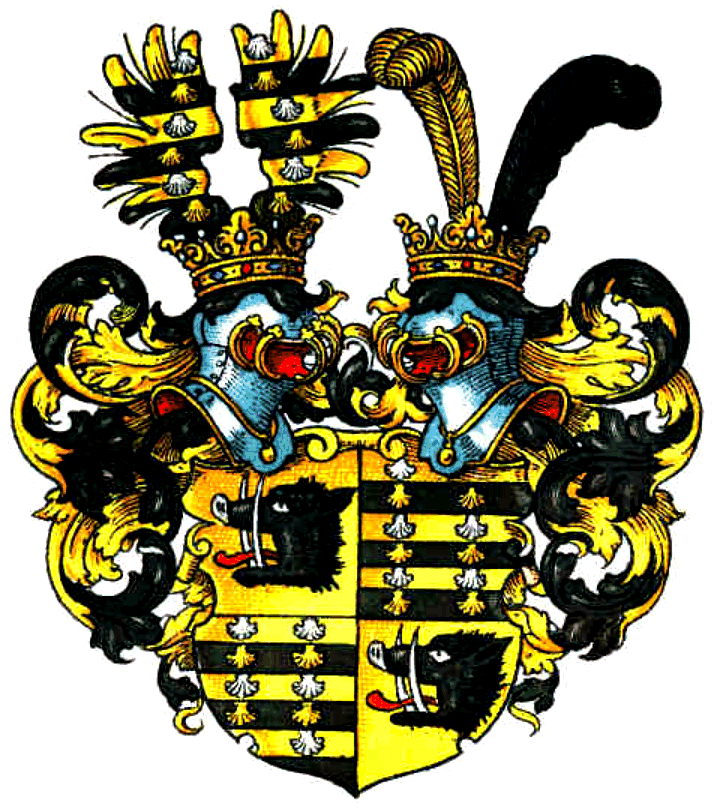
Armas da Família Strachwitz.

Foi feito prisioneiro pelos Americanos e libertado em 1947. Viveu na Síria, onde foi consultor do recém-formado exército sírio, Líbano e mais tarde na Itália antes de retornar para a Alemanha em 1951. Ele faleceu em Prien em 25 de Abril de 1968. Foi ferido treze vezes durante a guerra, a terceira das quais num acidente de viação, Hyazinth Graf Strachwitz, apelidado de "Panzergraf". Tinha mais orgulho nas suas origens aristocráticas do que na sua carreira militar.

## Condecorações
Foi condecorado com a Cruz de Cavaleiro da Cruz de Ferro (25 de Agosto de 1941), com Folhas de Carvalho (13 de Novembro de1942, n° 144), Espadas (28 de Março de 1943, n°27) e Diamantes (15 de Abril de 1944, n° 11). Ele foi promovido à SS-Standartenführer na Allgemeine-SS (SS n° 82857) em 11 de Setembro de 1943.